# Hilary Kpatcha
Hilary Kpatcha (Lomé, 5 maggio 1998) è una lunghista francese di origine togolese.

## Biografia
Nata in Togo, si è trasferita da piccola in Francia dove si è affiliata alla squadra di Balma, disputando le prime competizioni di prove multiple specializzandosi nel salto in lungo. Kpatcha ha esordito internazionalmente nel 2016 vincendo una medaglia di bronzo ai Mondiali juniores in Polonia. Nel 2019, dopo aver conquistato il titolo di campionessa agli Europei under 23 in Svezia - superando di 20 centimetri il proprio record personale in qualificazione; è entrata nel team nazionale seniores partecipando ai Mondiali in Qatar e vincendo l'oro ai Giochi mondiali militari in Cina.

## Palmarès
| Anno | Manifestazione                  | Sede      | Evento         | Risultato      | Prestazione | Note                          |
| ---- | ------------------------------- | --------- | -------------- | -------------- | ----------- | ----------------------------- |
| 2016 | Mondiali U20                    | Bydgoszcz | Salto in lungo | Bronzo         | 6,33 m      |                               |
| 2018 | Campionati del Mediterraneo U23 | Jesolo    | Salto in lungo | Bronzo         | 6,06 m      |                               |
| 2019 | Europei U23                     | Gävle     | Salto in lungo | Oro            | 6,73 m      |                               |
| 2019 | Mondiali                        | Doha      | Salto in lungo | 18ª (q)        | 6,47 m      |                               |
| 2019 | Giochi mondiali militari        | Wuhan     | Salto in lungo | Oro            | 6,54 m      |                               |
| 2023 | Giochi europei                  | Chorzów   | Salto in lungo | Argento        | 6,75 m      | [ 5 ]                         |
| 2023 | Mondiali                        | Budapest  | Salto in lungo | Qualificazione | nm          |                               |
| 2024 | Europei                         | Roma      | Salto in lungo | 5ª             | 6,88 m      | Miglior prestazione personale |
| 2024 | Giochi olimpici                 | Parigi    | Salto in lungo | 11ª            | 6,56 m      |                               |

## Campionati nazionali
- 1 volta campionessa nazionale del salto in lungo (2019)[6]